# Vroelen

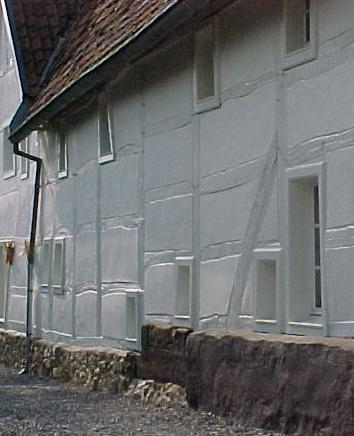
Vakwerkhuis in Vroelen.

Vroelen (Limburgs: Vroeële) is een hooggelegen buurtschap ten zuidoosten van het dorp Noorbeek in de gemeente Eijsden-Margraten in de Nederlandse provincie Limburg. Tot 31 december 2010 maakte de buurtschap deel uit van de gemeente Margraten.
In de buurtschap staat een vijftiental boerderijen en huizen, waaronder verschillende in vakwerkbouw. Daarnaast zijn er verschillende holle wegen en grenspalen op de grens met België.

## Vakwerkgebouwen in Vroelen
In Vroelen staan drie vakwerkboerderijen en –huizen die tevens rijksmonument zijn.

De drie vakwerkgebouwen van Vroelen
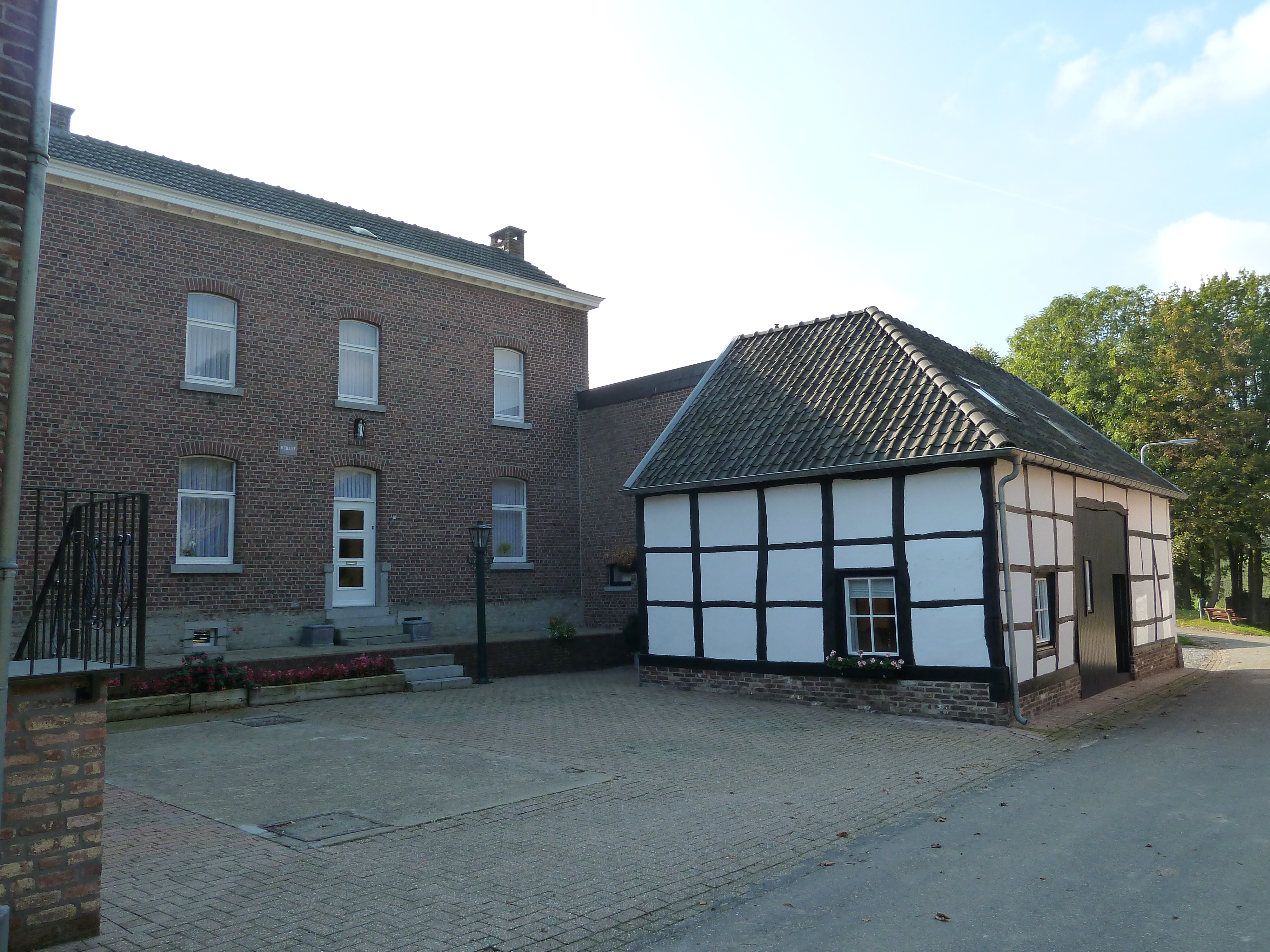
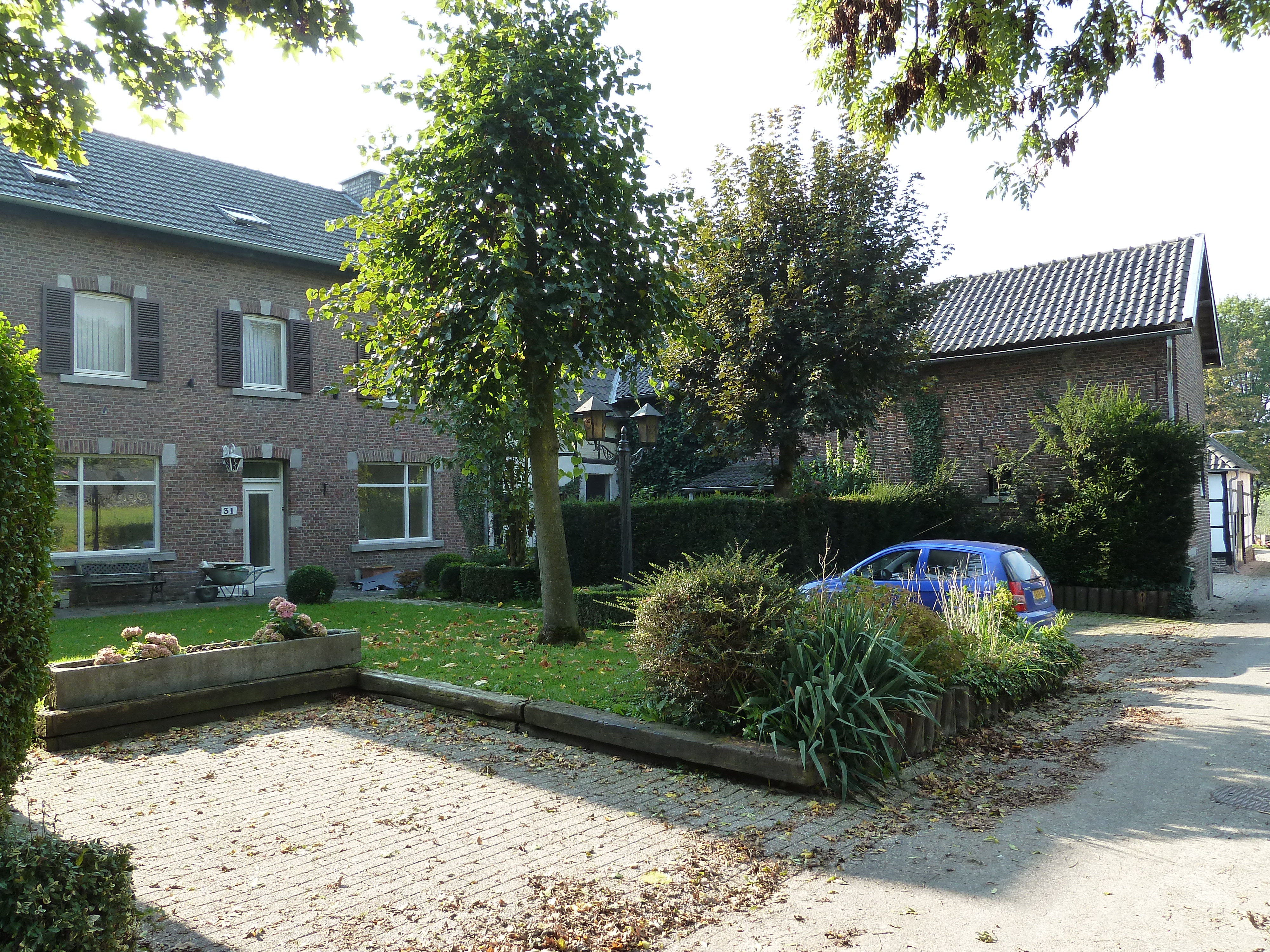
Achter de bosschage het vakwerk
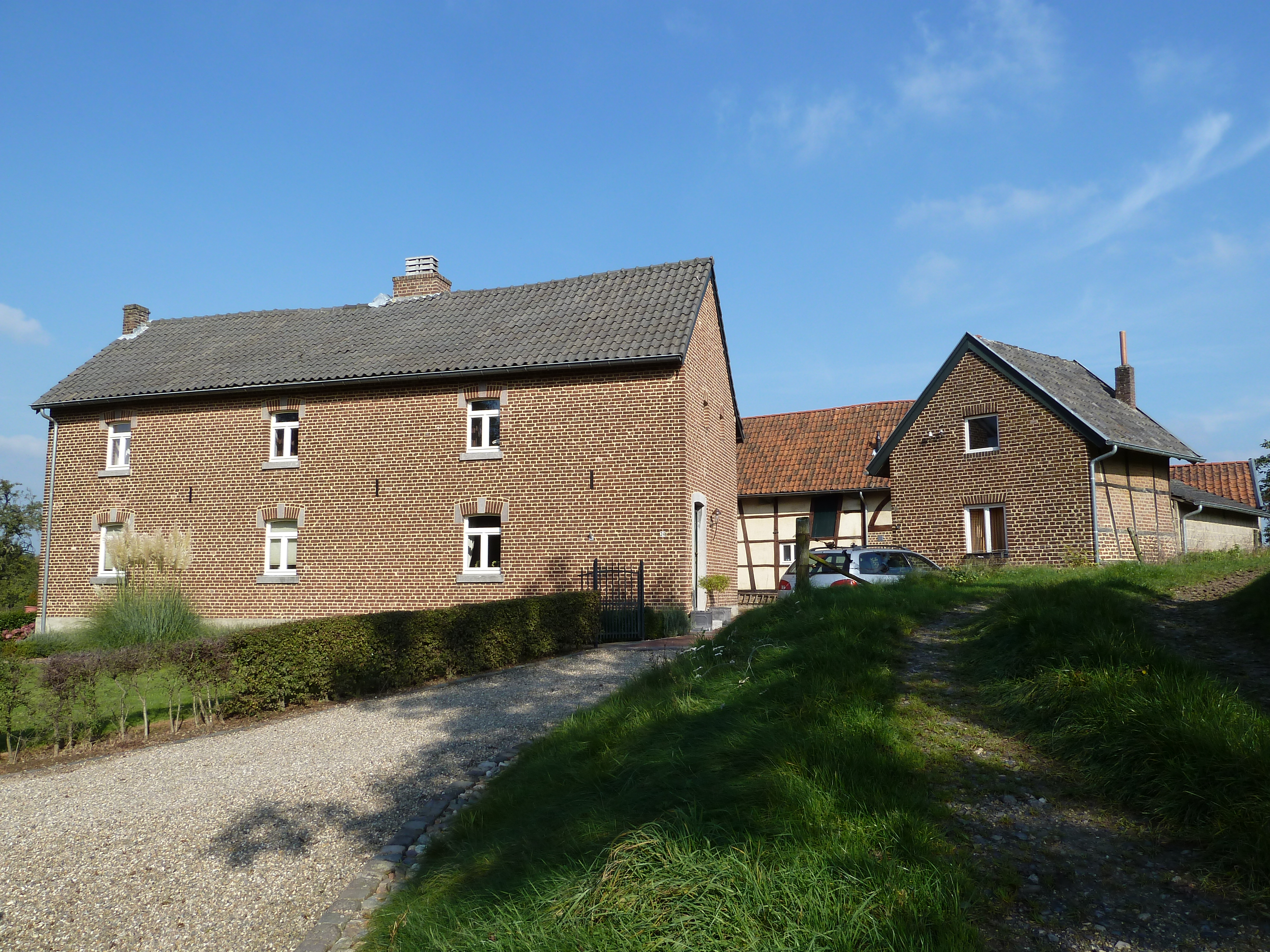
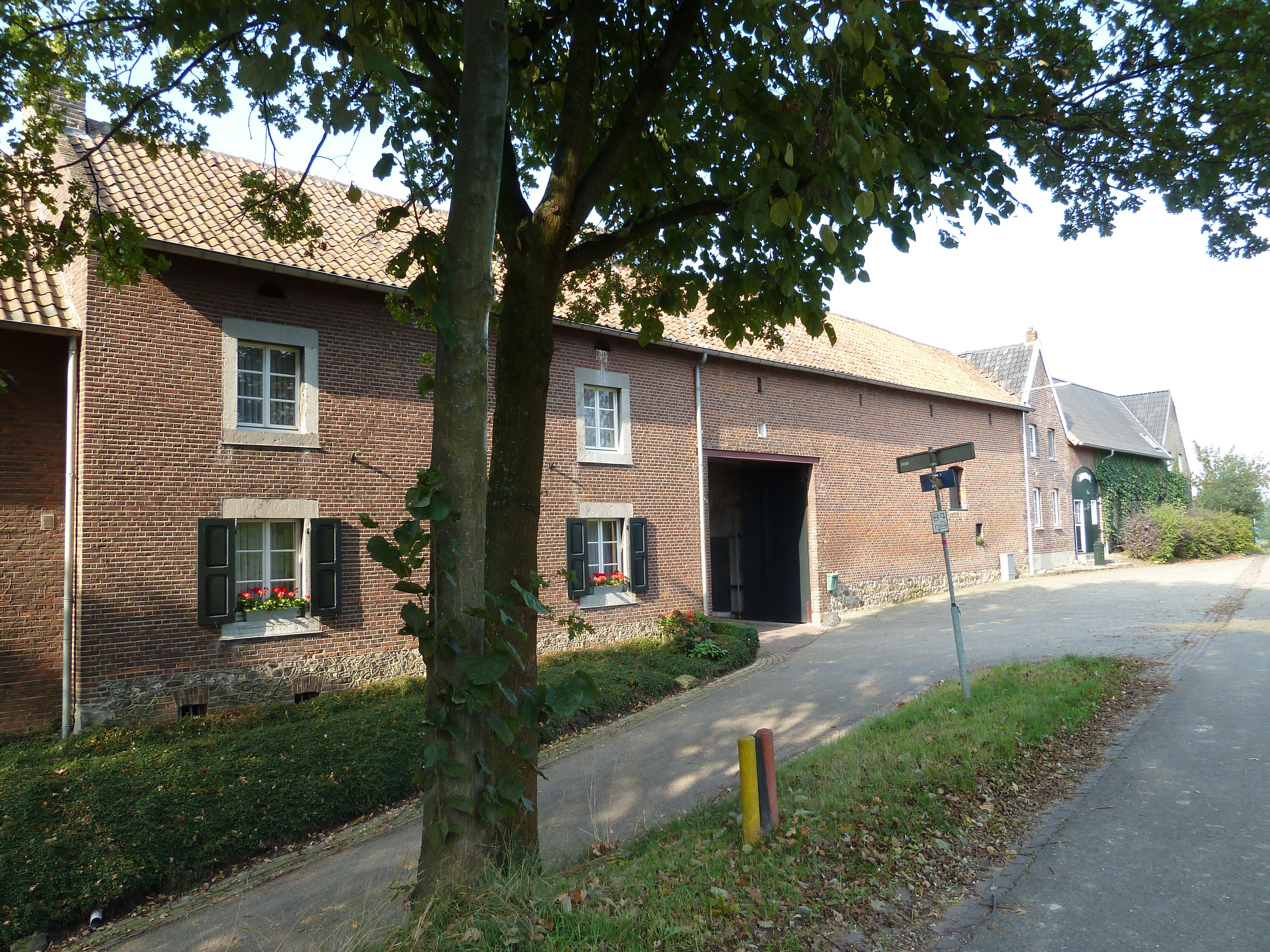
Achter vakwerk toegepast

## Zie ook

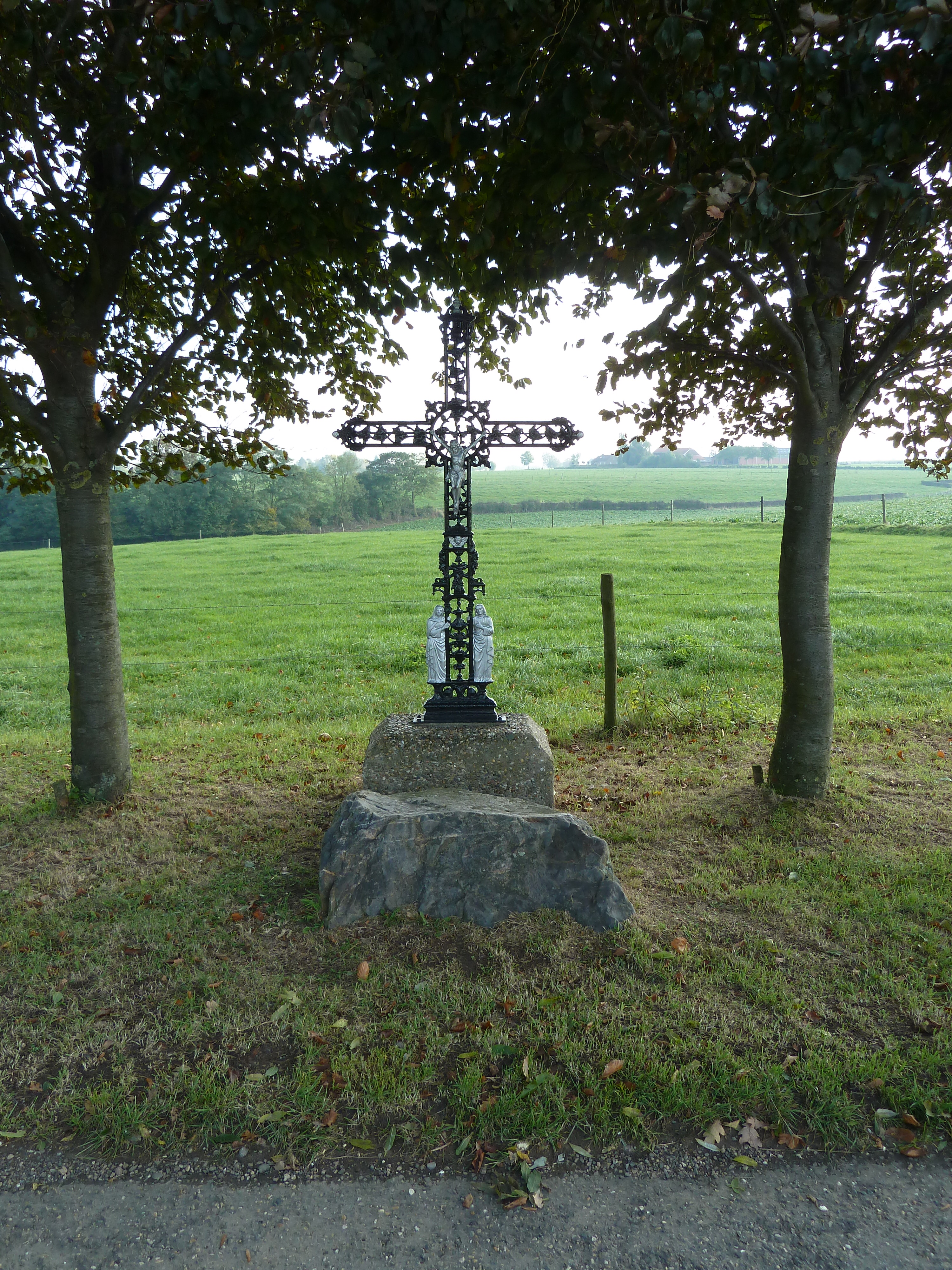
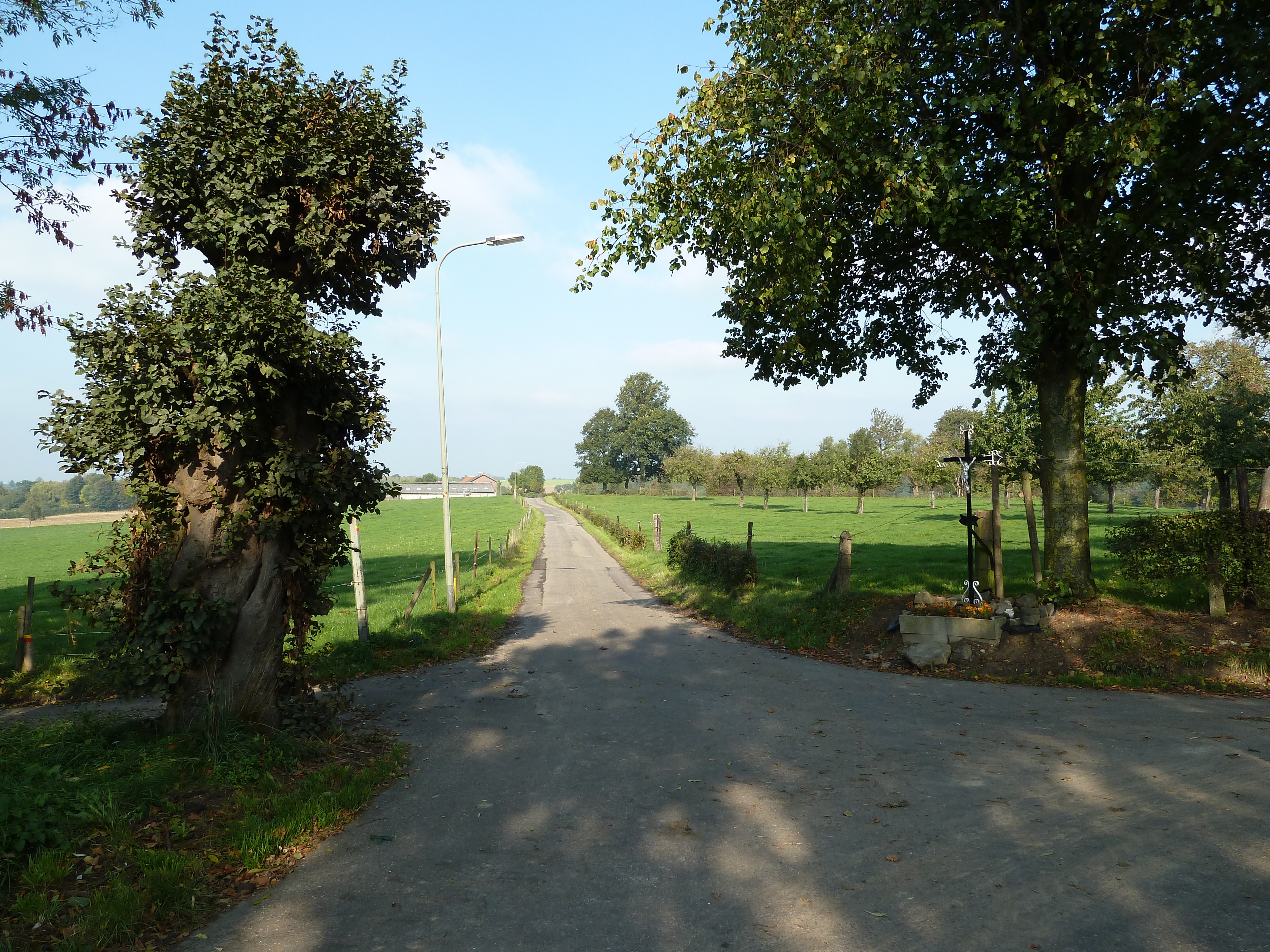
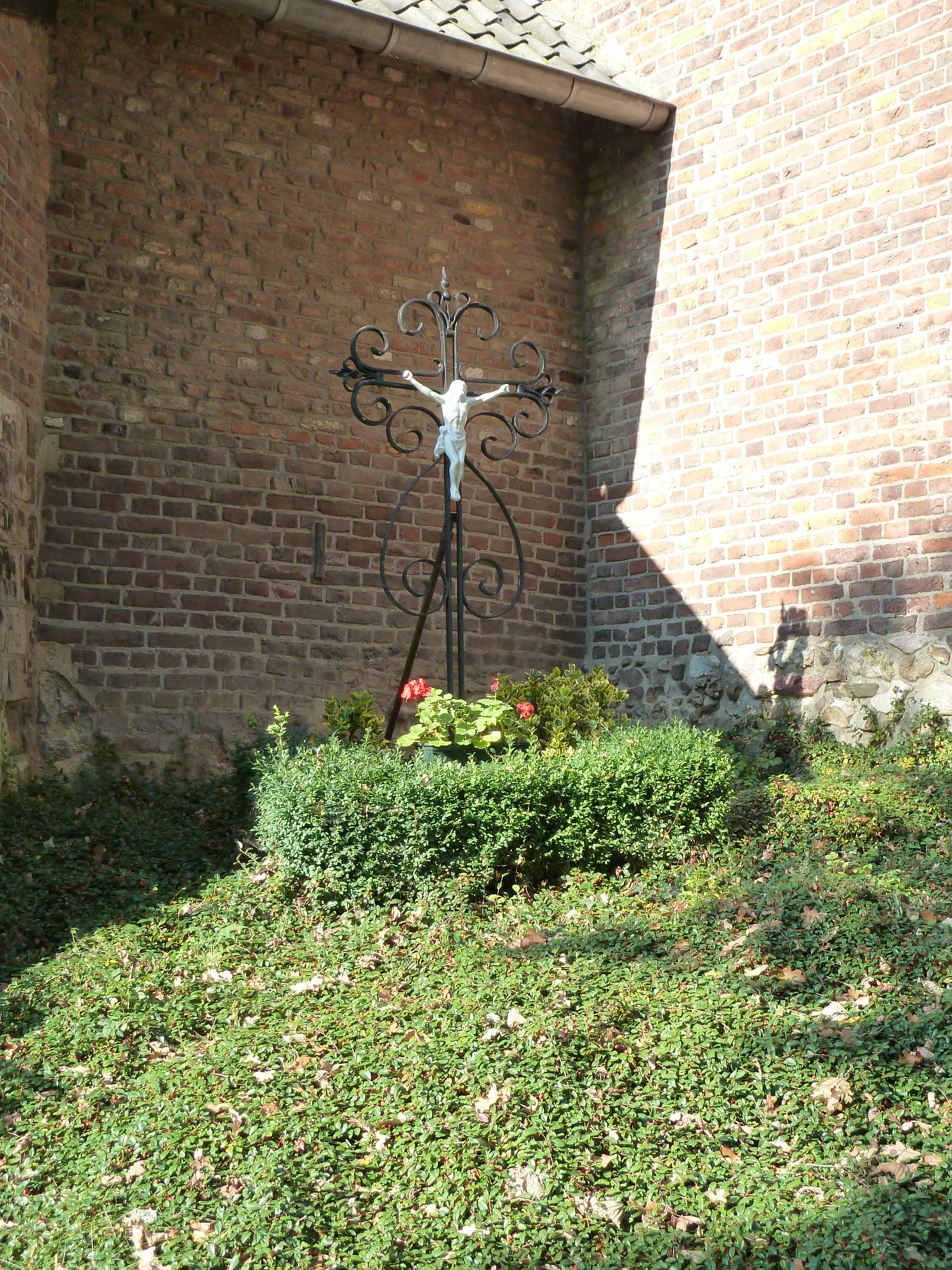
Wegkruis
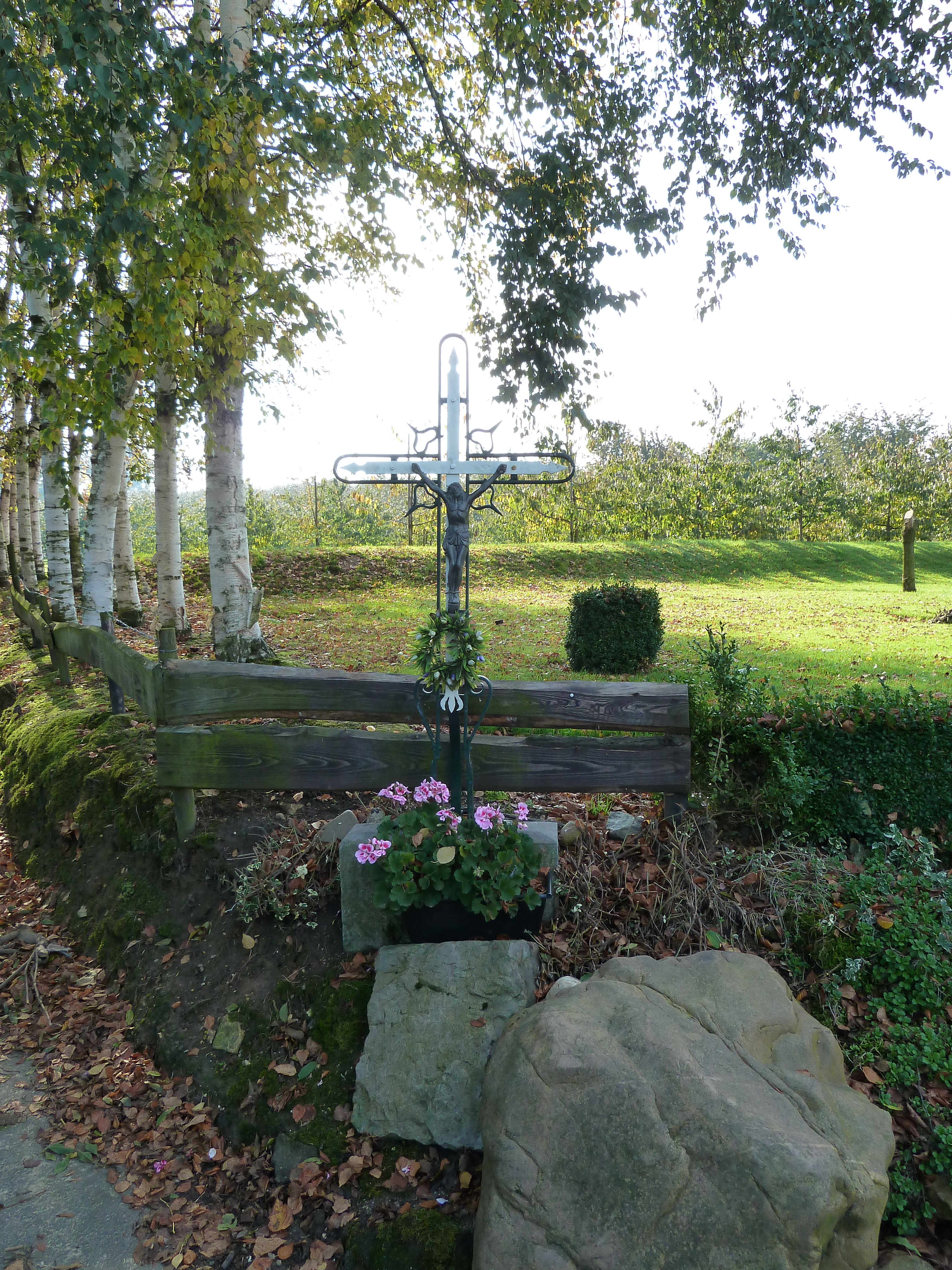
Wegkruis
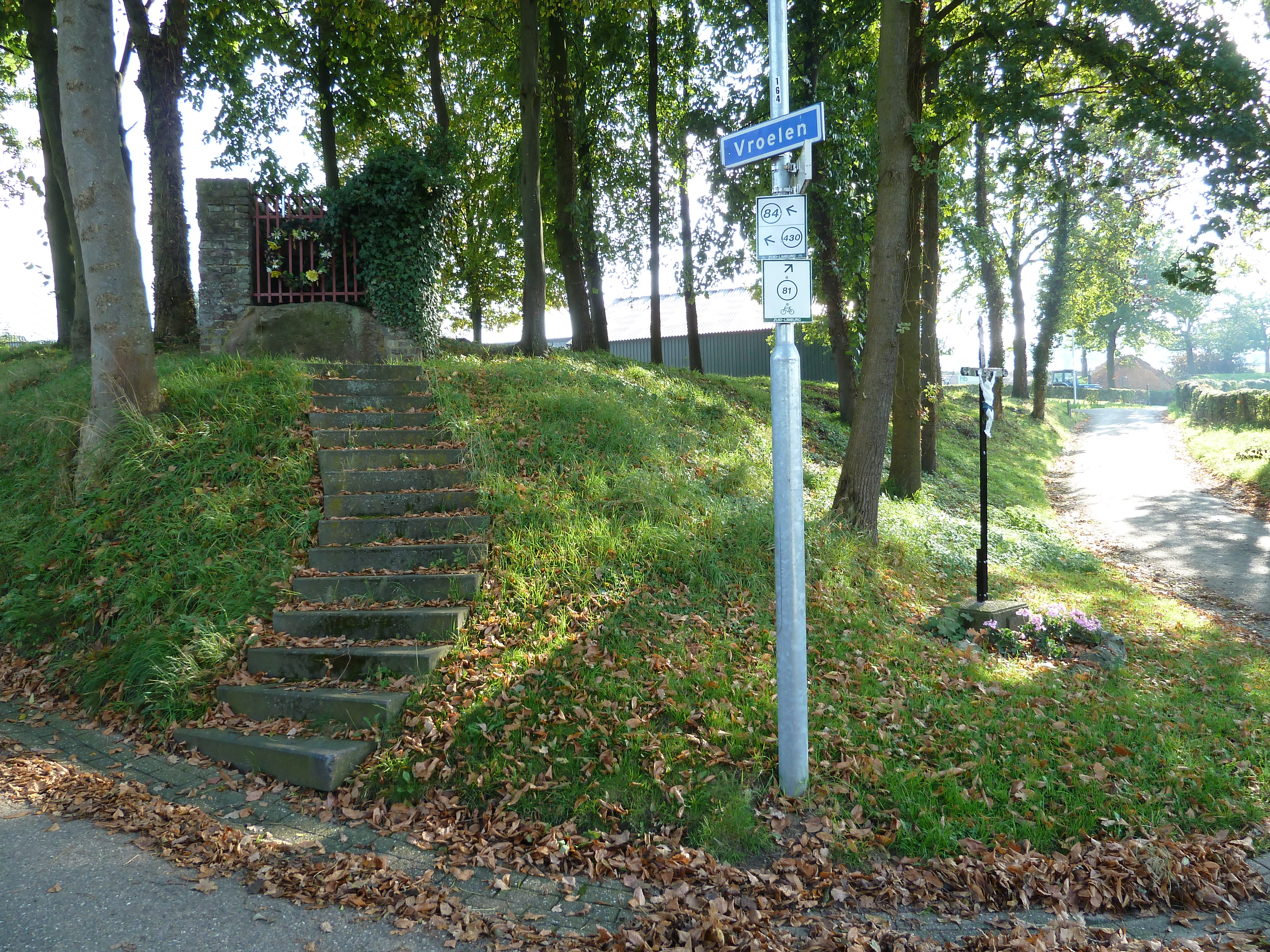
Wegkruis en waterput op driesprong
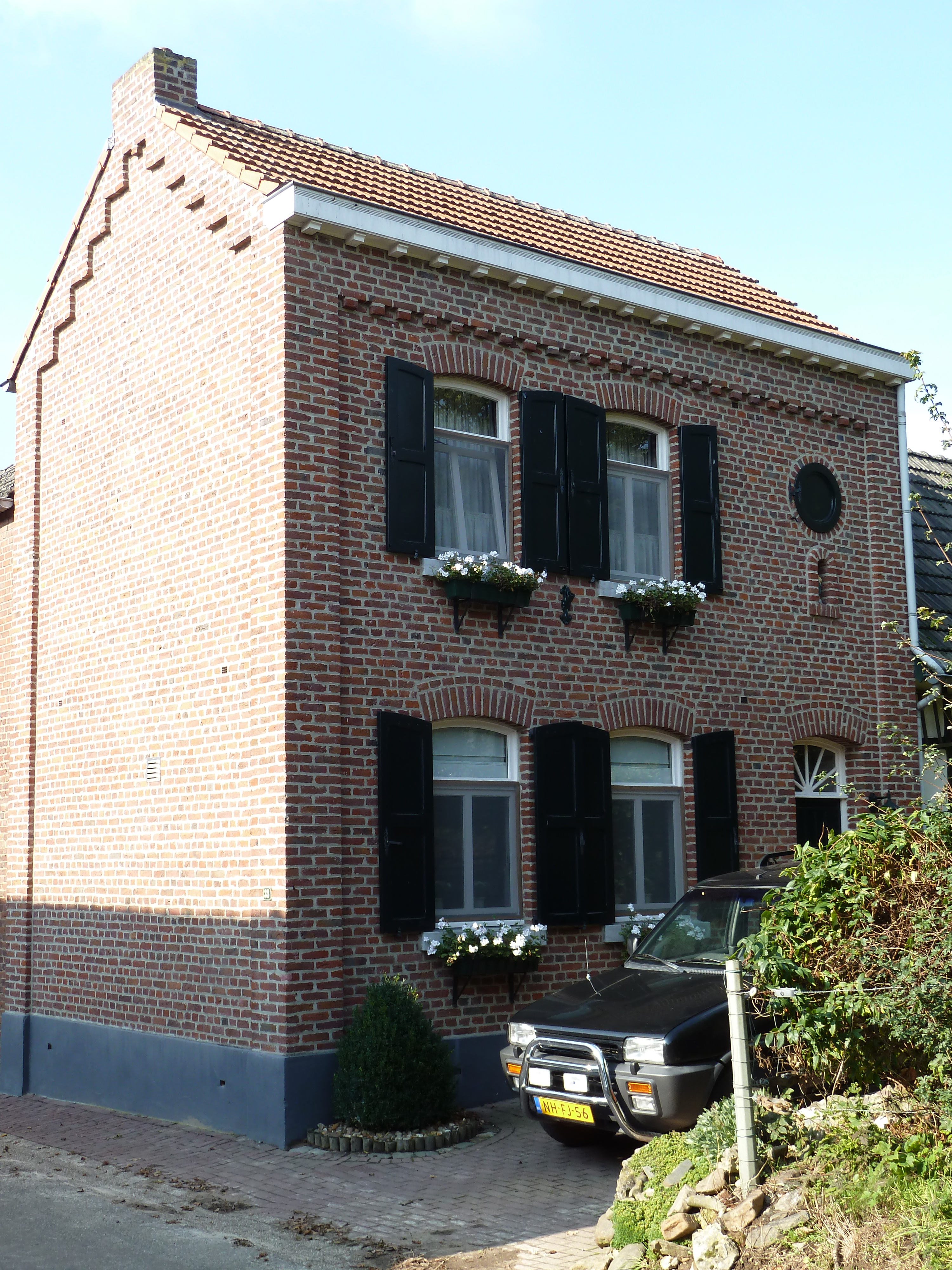
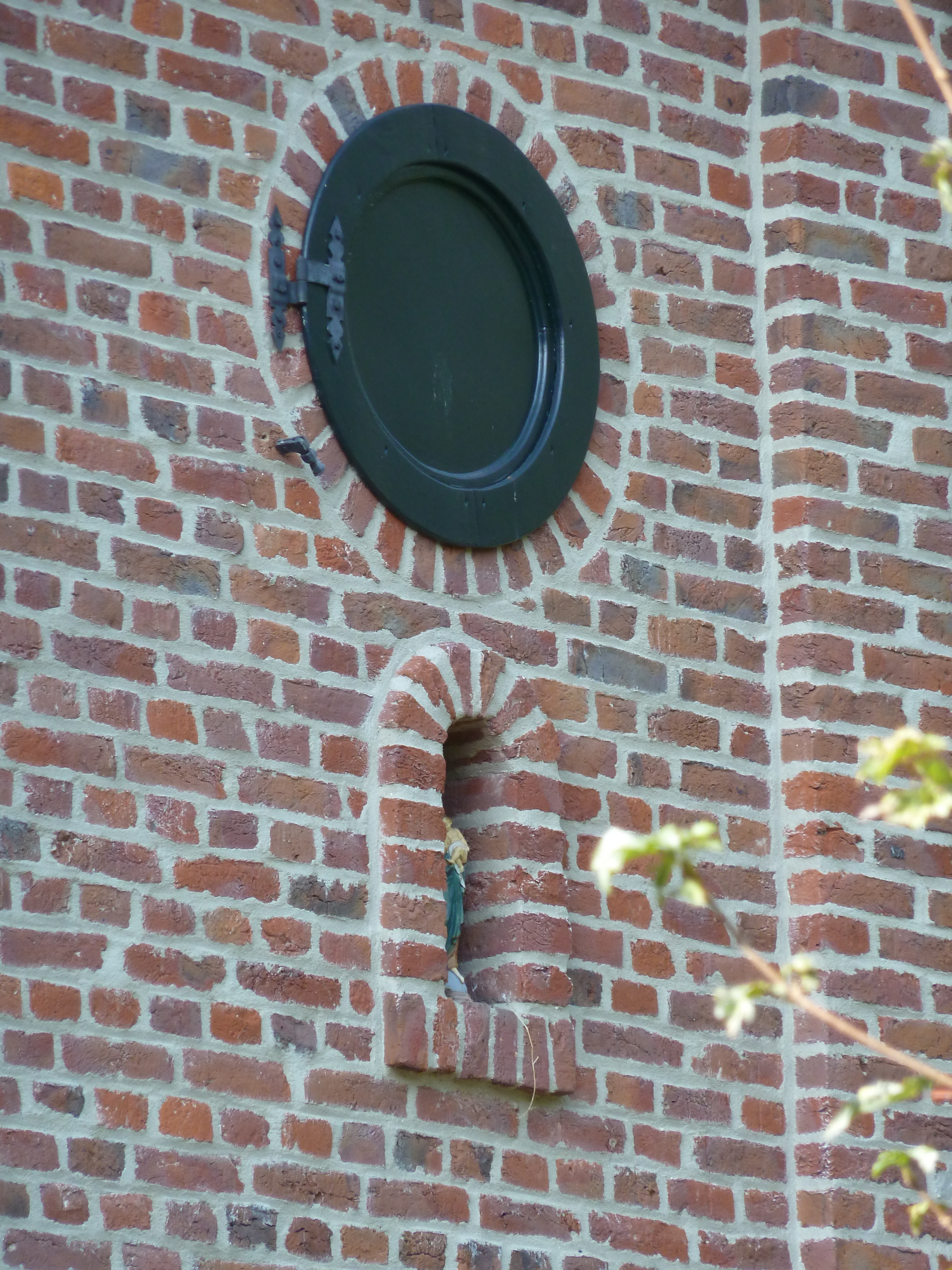
Nis voor beeldje en rond luik
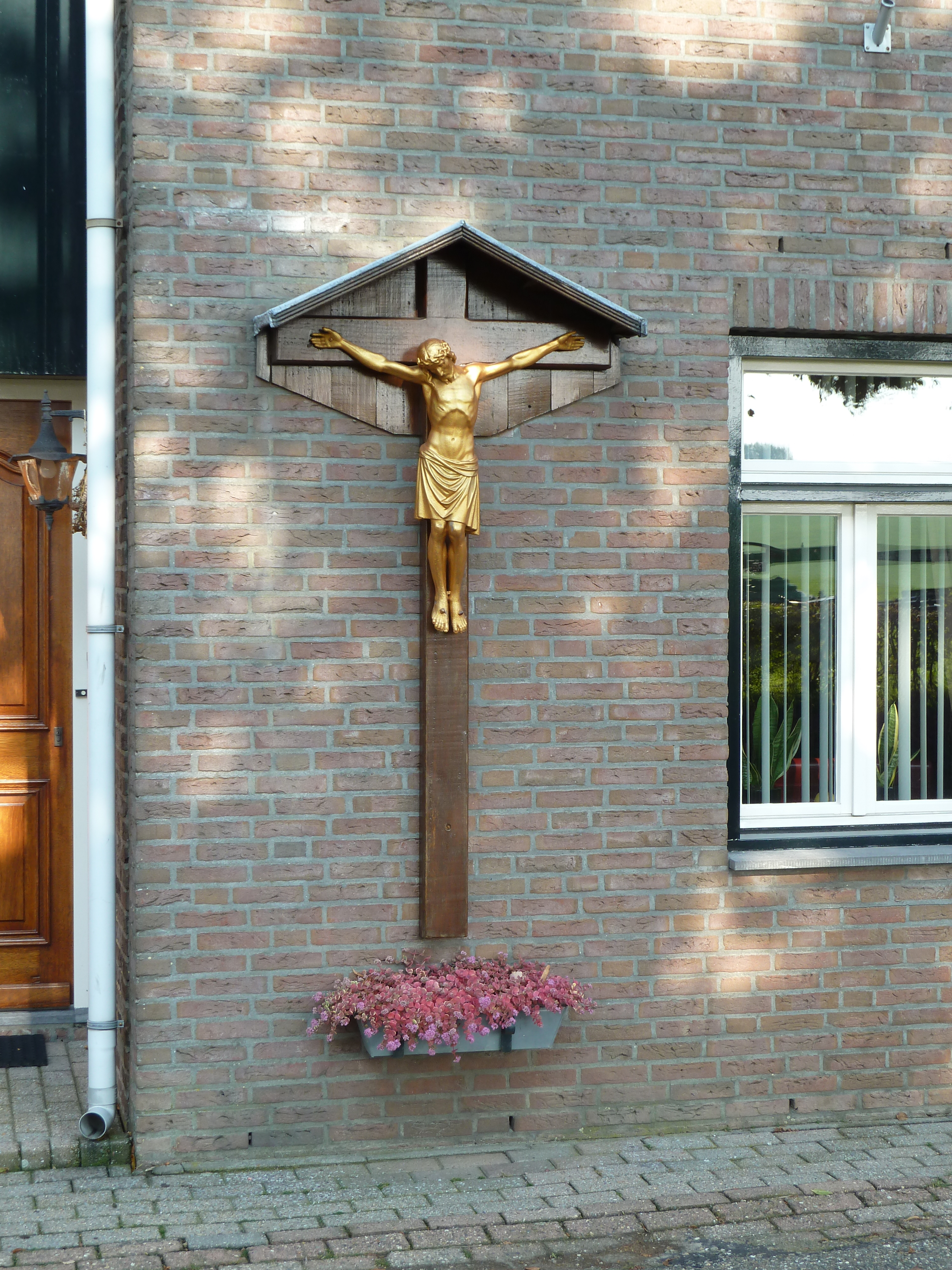
Wegkruis in Vroelen